# Goathill
Goathill est une paroisse civile et un village du Dorset, en Angleterre.